# Среднее квадратическое
Среднее квадратическое (квадратичное) — число {\displaystyle s}, равное квадратному корню из среднего арифметического квадратов данных чисел {\displaystyle a_{1},a_{2},\ldots ,a_{n}}:
{\displaystyle s={\sqrt {\frac {a_{1}^{2}+a_{2}^{2}+\ldots +a_{n}^{2}}{n}}}}
Среднее квадратическое — частный случай среднего степенного и потому подчиняется неравенству о средних. В частности, для любых чисел оно не меньше среднего арифметического:
{\displaystyle {\frac {a_{1}+a_{2}+\ldots +a_{n}}{n}}\leqslant {\sqrt {\frac {a_{1}^{2}+a_{2}^{2}+\ldots +a_{n}^{2}}{n}}}}
Среднее квадратическое находит широкое применение во многих науках. В частности, через него определяется основное понятие теории вероятностей и математической статистики — дисперсия (квадратный корень из которой называется среднеквадратическим отклонением). Также тесно связан с этим понятием метод наименьших квадратов, имеющий общенаучное значение.

## Свойства
- Среднее квадратическое набора неотрицательных чисел лежит между минимальным и максимальным числами из этого набора.

## Параметр RMS
В разных технических приложениях вводится параметр RMS (англ. root mean square). Для дискретной величины {\displaystyle a} он вычисляется по вышеприведённой формуле {\displaystyle s}, а для непрерывной или считающейся непрерывной — как
{\displaystyle \mathrm {RMS} =\left({\frac {1}{X}}\displaystyle \int _{0}^{X}a^{2}(x)\mathop {} \!\mathrm {d} x\right)^{1/2}},
где {\displaystyle a} — исследуемая величина, изменяющаяся в зависимости от другой величины {\displaystyle x} при пробегании последней значений от 0 до {\displaystyle X}. 
Так, для измерения напряжения переменного тока простые измерительные приборы преобразуют сигнал {\displaystyle I(t)} в постоянный ток {\displaystyle I_{\text{eff}}} эквивалентной величины — среднеквадратичного значения RMS. То есть в данном случае роль {\displaystyle x} играет время {\displaystyle t}, роль {\displaystyle a} — мгновенное значение тока {\displaystyle I}, роль {\displaystyle X} — достаточно большой интервал времени обработки сигнала. Сигнал фильтруется в среднее выпрямленное значение с поправочным коэффициентом. Как правило, при этом значение коэффициента отвечает именно синусоидальному сигналу. Однако, есть приборы, способные учесть произвольную форму сигнала; тогда даётся маркировка «True RMS» — истинное (англ. true) среднеквадратичное значение.
Ещё один пример — использование RMS как показателя шероховатости поверхности. Тогда роль {\displaystyle x} может играть декартова координата вдоль исследуемой поверхности в пределах {\displaystyle 0...l}, а роль {\displaystyle a} — отклонение высоты точки на поверхности от номинального положения (при абсолютной гладкости всюду {\displaystyle a=0}). Зависимость {\displaystyle a(x)} может быть получена, скажем, с помощью атомно-силового микроскопа: вначале записывается профиль рельефа {\displaystyle z(x)}, затем находится среднее значение {\displaystyle \langle z\rangle =l^{-1}\displaystyle \int z(x)\mathop {} \!\mathrm {d} x} и далее {\displaystyle a(x)=z(x)-\langle z\rangle }, после чего рассчитывается RMS.